# Paul Gervais

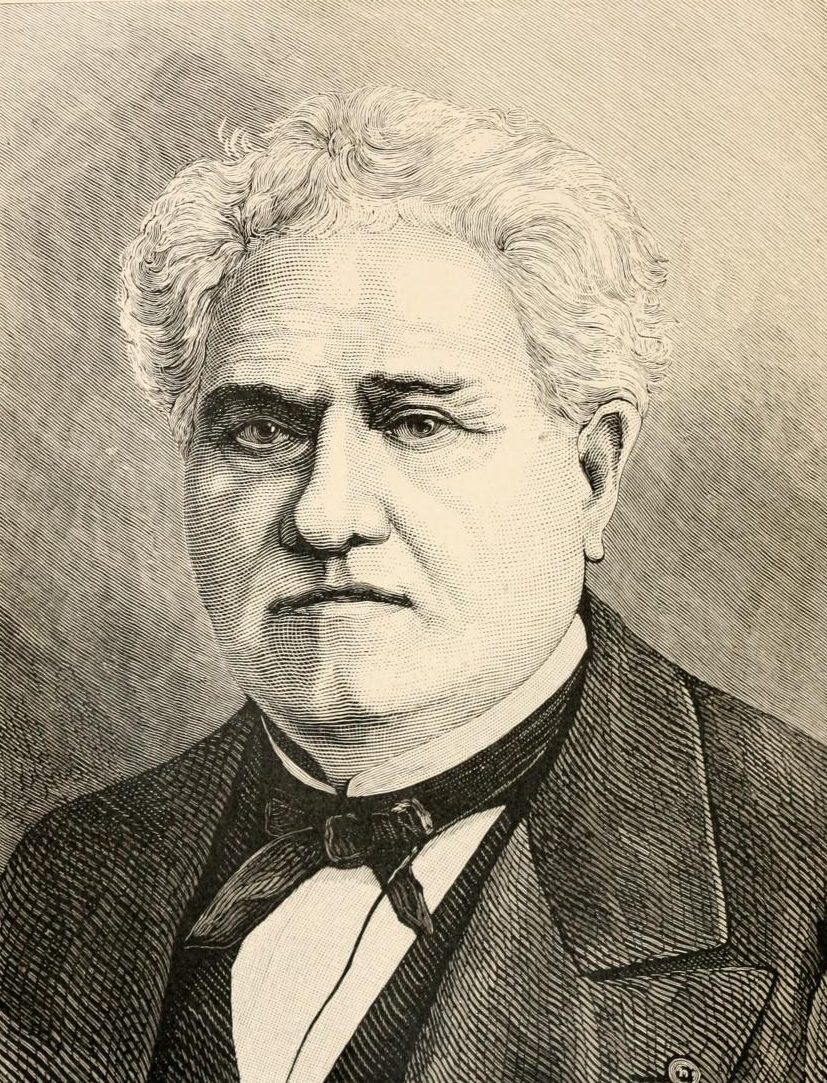
Paul Gervais

François Louis Paul Gervais (Paris, 26 de setembro de 1816 – Paris, 11 de fevereiro de 1879) foi um zoólogo e paleontólogo francês.